# Gosskör

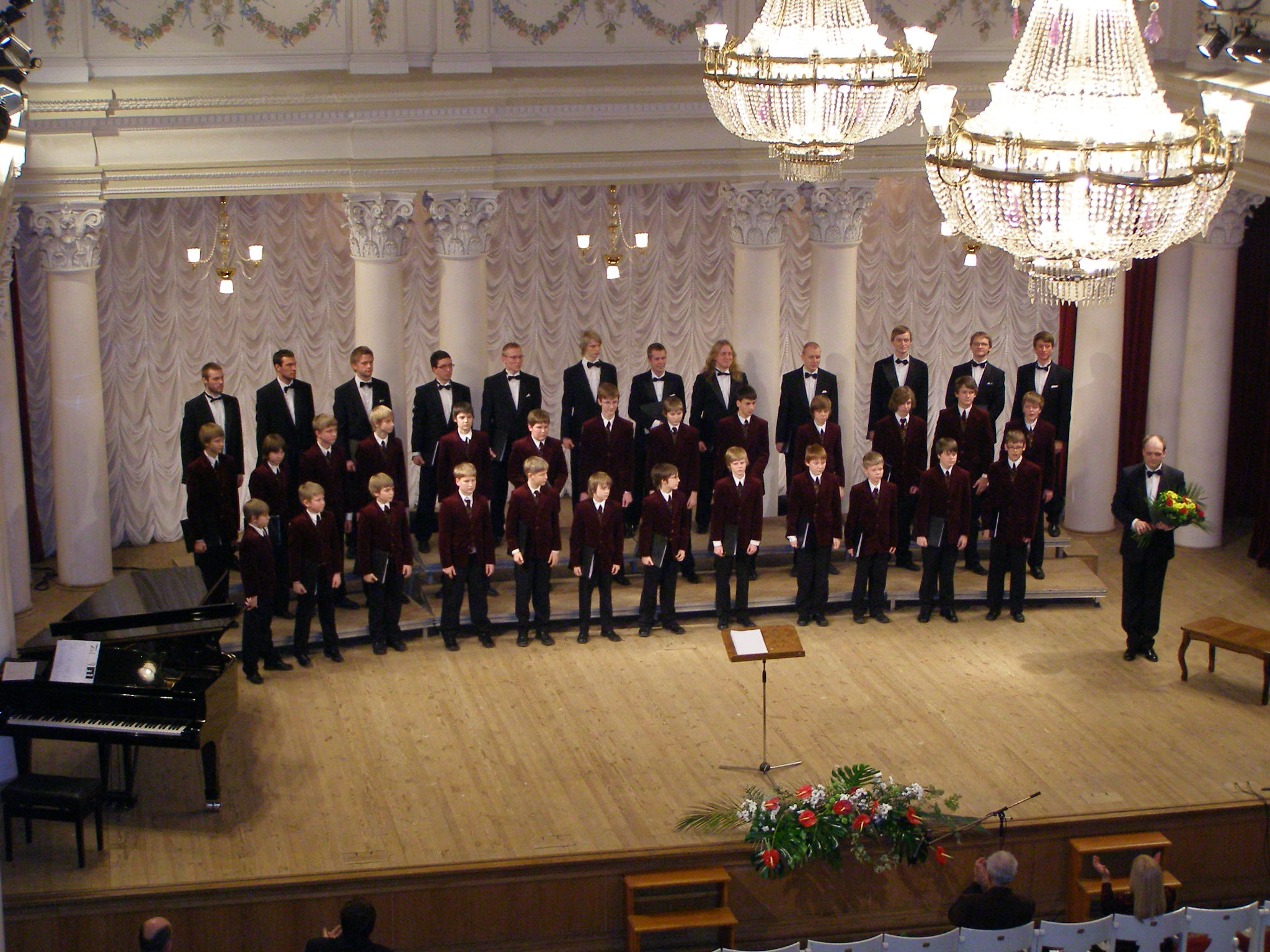
En gosskör med diskant- och mansstämmor. Estniska nationaloperans gosskör i Kiev i februari 2008.

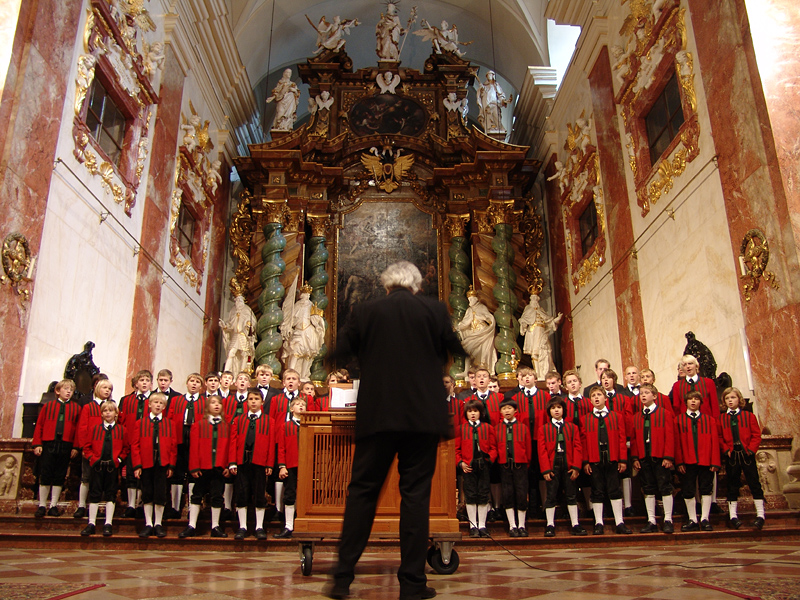
En gosskör utan mansstämmor (tenor och bas). Wiltener Sängerknaben i Rochuskirche i Wien i september 2008.

En gosskör är en kör med (oftast) fyra stämmor, sopran, alt, tenor och bas, som har samma omfång som en blandad kör. I en gosskör är oftast verksamheten indelad efter pojkarnas mognad.

## Organisation
- Aspirantkör eller preparandkör (ca 8–10 år) där pojkarna skolas i grundläggande sång
- Diskantkör (ca 10 år–målbrottet) för dem som skolats i preparandkören
- Konsertkör som utgörs av diskantkören och manskören
- Manskör för de sångare som passerat målbrottet och sjunger tenor eller bas
- Målbrottskör för de sångare som på grund av målbrottet tillfälligt inte kan sjunga i konsertkören

## Stämmor
- Sopran – sjungs av pojkar som ännu inte passerat målbrottet
- Alt – sjungs antingen av pojkar som ännu inte passerat målbrottet eller av countertenorer
- Tenor – sjungs av pojkar som passerat målbrottet eller av äldre män
- Bas – sjungs av pojkar som passerat målbrottet eller av äldre män

## Gosskörer i Storbritannien
I Storbritannien finns en stark gosskörstradition, de flesta knutna till kyrklig verksamhet i främst katedralerna men även vid de talrika collegen i till exempel Cambridge och Oxford. Många av dessa körer räknar med obrutna traditioner från medeltiden. Bland de talrika engelska körerna märks collegekörer som Choir of King's College, Cambridge och St John's College Choir (Cambridge) och katedralkörerna vid St Paul's Cathedral och Westminster Cathedral (London) och Winchester Cathedral.

## Gosskörer i Centraleuropa
Kända gosskörer från Centraleuropa är till exempel Wiener Sängerknaben i Wien i Österrike och Tölzer Knabenchor från Bad Tölz i Tyskland.

## Gosskörer i Norden
Bland skandinaviska gosskörer märks Cantores minores från Finland, Sölvgutterne från Norge och Københavns Drengekor och Sjungapojkar från Danmark.
De svenska gosskörerna är förhållandevis unga, jämfört med till exempel engelska och kontinentala körer. Det var vid tiden för reformationen som de flesta av de svenska körskolorna upphörde med sin verksamhet. Först på 1900-talet återupptogs gosskörssången på allvar i Sverige. Bland de svenska körerna märks Stockholms Gosskör, Göteborgs Gosskör, Uppsala Domkyrkas Gosskör, St Jacobs Gosskör/Stockholms Domkyrkoförsamlings Gosskör, Linköpings Gosskör, Lunds Domkyrkas Gosskör, Sollentuna Gosskör, Adolf Fredriks Gosskör och Fredrikskyrkans Gosskör & Herrkör i Karlskrona.